# Soft girl
Soft-Girl ist als Bezeichnung oder Zuschreibung Bestandteil einer Jugendsubkultur respektive eines Internetphänomens, das Mitte bis Ende 2019 unter Teenagern aufkam. Dabei ist Soft-Girl als eine Art Modetrend zu verstehen, der insbesondere von jungen Frauen in den sozialen Medien bedient wird und auf einem bewusst niedlichen und femininen Look (vgl. Kindchenschema) basiert. Die Soft-Girl-Ästhetik ist eine Subkultur, die vor allem durch die Videoplattform TikTok popularisiert wurde. Der Trend speist sich aus einer Mischung von ‚Y2K‘-, Anime-, K-Pop- und 1990er-Jahre-inspirierter Kleidung gespickt mit niedlichen und nostalgischen Aufdrucken.
Der Sängerin und Songwriterin Ariana Grande wird die Popularisierung der Soft-Girl-Ästhetik zugeschrieben.